# Beauvericina
La beauvericina è un depsipeptide con effetti antibiotici ed insetticidi, appartenente alla famiglia delle enniatine.
È stata isolata da funghi della famiglia Beauveria bassiana, ma è anche prodotta da diversi altri funghi della specie Fusarium species;
Può quindi trovarsi anche in cereali tipo granturco, grano od orzo contaminati da funghi. La beauvericina è attiva contro batteri gram-positivi e microbatteri, ed è anche capace di indurre morte cellulare programmata nei mammiferi.